# Almonacid del Marquesado
Almonacid del Marquesado là một đô thị trong tỉnh Cuenca, cộng đồng tự trị Castile-La Mancha Tây Ban Nha. Đô thị này có diện tích là 47,3 ki-lô-mét vuông, dân số là 432 tính đến  năm 2020.. Đô thị này có cự ly 70 km so với tỉnh lỵ Cuenca và 115 so với thủ đô Madrid.